# In Blut verbunden
In Blut verbunden ist ein 2014 beim Verlag HarperCollins U.K. erschienener Kriminalroman von Stuart MacBride; der englische Originaltitel lautet The Missing and the Dead. Der Roman wurde von Andreas Jäger übersetzt und 2016 als deutsche Erstausgabe vom Goldmann Verlag veröffentlicht. Es ist der neunte Roman der Logan McRae-Reihe.

## Inhalt
Nach vielen Jahren Dienst als Detective Sergeant in der Kriminalpolizei von Aberdeen geht es für Logan McRae endlich aufwärts und er wird zum stellvertretenden Detective Inspector befördert. Es gelingt ihm, Stirling Graham festzusetzen und dessen Opfer, Stephen Bisset lebend zu finden. Grahams Verteidiger, der versierte und bei der Polizei gefürchtete Strafverteidiger Sandy Moir-Farquharson, findet Schwachstellen in Logans Ermittlungen und erreicht einen Freispruch für seinen Mandanten.
Ehe er es sich versieht, findet sich Logan – wieder im Rang eines Detective Sergeant – als Streifenpolizist im ländlichen Banff wieder, wo er sich mit Ladendiebstahl, kleinen Drogendealern und entlaufenen Nutztieren herumschlagen muss. Seine Wohnung in der Marischal Street in Aberdeen hat er deutlich über dem Marktwert an den Bauunternehmer John Urquhart verkauft, der diesen Kauf im Auftrag von „Wee“ Hamish Mowat tätigte. Mowat ist der einflussreichste Gangster in Aberdeen und möchte nach seinem Tod gern Logan als seinen Nachfolger an der Spitze seines „Unternehmens“ haben. Mit diesem Geld finanziert er den Aufenthalt seiner Freundin Samantha in einer Spezialklinik, da diese nach ihrer schweren Kopfverletzung im Roman Knochensplitter ein Pflegefall ist. Eigentlich hat Logan Gefallen an seinem neuen Job als einfacher Streifenpolizist gefunden, doch seine Vergangenheit holt ihn schneller ein als ihm lieb ist. Im Tarlair Swimming Pool, einem stillgelegten Meerwasserschwimmbad in Macduff wird die Leiche eines Mädchens gefunden. Logans Spürsinn ist geweckt, doch übernimmt die Ermittlungsarbeit ein Team aus Aberdeen, das ausgerechnet von DCI Steel geleitet wird. Steel war mit daran beteiligt, Logan in die Provinz zu versetzen, sichert sich aber sofort die Dienste des erfahrenen Ermittlers, um mit ihm – „ganz wie in alten Zeiten“ – auf Verbrecherjagd zu gehen.
Doch eigentlich hat Logan andere Aufgaben. Neben regelmäßigen Besuchen bei Samantha und der Renovierung seiner Wohnung im „Sergeant’s Hoose“ – einem heruntergekommenen Gebäude im Besitz der Polizei – soll er sich um die effektive Führung der ihm unterstellten Polizisten kümmern und einige eigene Fälle lösen. Ein Jugendlicher besprüht Plakate von Politikern mit Graffiti, eine Bande stiehlt Geldautomaten aus Supermärkten, erwachsene Männer verschwinden in der Gegend um Banff spurlos und ein Antiquitätendieb treibt auch sein Unwesen. Obendrein quartiert sich auch noch Helen bei Logan ein. Sie ist die Mutter eines Kindes, das seit vielen Jahren vermisst ist, und will sich persönlich davon überzeugen, ob das kleine Mädchen aus dem Tarlair Swimming Pool ihre Tochter ist. Der Antiquitätendieb und der Jugendliche stellen Logan vor keine große Herausforderung und mit Spürsinn, Hartnäckigkeit und auch etwas Glück gelingt es ihm, die Geldautomatendiebe zu identifizieren. Zu Helen entwickelt sich eine sexuelle Beziehung und während Logan Dienst hat, renoviert sie seine Wohnung. Sie kocht auch regelmäßig für ihn, da er sich überwiegend von billiger Linsensuppe in Dosen ernährt, um das Geld für Samanthas Platz im Pflegeheim aufbringen zu können. Die Leiche des Mädchens und das Rätsel um die verschwundenen Männer stehen in engem Zusammenhang. Logan kommt – wie Charles Anderson, der Vater eines vor Jahren verschwundenen Jungen – einem Kinderhändlerring auf die Spur. Während Logan den Fall vorschriftsgemäß lösen möchte, hat Anderson zu Selbstjustiz gegriffen und drei Mitglieder des Kinderhändlerrings getötet. Der Kopf der Bande ist Dr. Gilcomston, ein wegen Kindesmissbrauchs vorbestrafter Kinderarzt. Um diesen zu überführen, lässt Logan die Vorschriften außer Acht und schiebt dem ehemaligen Arzt eine kleine Menge Heroin unter, um so einen Hausdurchsuchungsbefehl beantragen zu können. Das getötete Mädchen war bereits seit vier Jahren vermisst und stammte aus Carlisle. Helen reist daraufhin nach Spanien, um sich auf die Suche nach ihrem verschollenen Ex-Mann und der gemeinsamen Tochter zu machen.
Gegen Ende des Buches entführen die Kinder von Stephen Bisset – Catherine und David – Logan und zwingen ihn mit ihnen zum Tarlair Swimming Pool zu fahren. Catherine und David haben eine Wut auf Logan, nachdem dessen Aussage in der Verhandlung gegen Stirling Graham die sexuellen Vorlieben ihres Vaters öffentlich gemacht und ihn damit als „Perversen“ gebrandmarkt hat. Nachdem sie beide ihren Vater auf der Intensivstation getötet hatten, haben sie Graham entführt, um sich an ihm zu rächen. Dieser konnte jedoch die Geschwister manipulieren und sie gegen Logan aufhetzen. Daraufhin entführen sie Samantha aus dem Pflegeheim, um sie im Wasser des Pools zu ertränken. Logan gelingt es, David und Catherine sowie Graham zu überwältigen. Samanthas Gesundheitszustand hat sich jedoch weiter verschlechtert, nachdem David Bisset sie mit ihrem Rollstuhl in den Tarlair Swimming Pool gestoßen hat. Nach einer intensivmedizinischen Behandlung muss sie fortan künstlich beatmet werden.

## Allgemeines

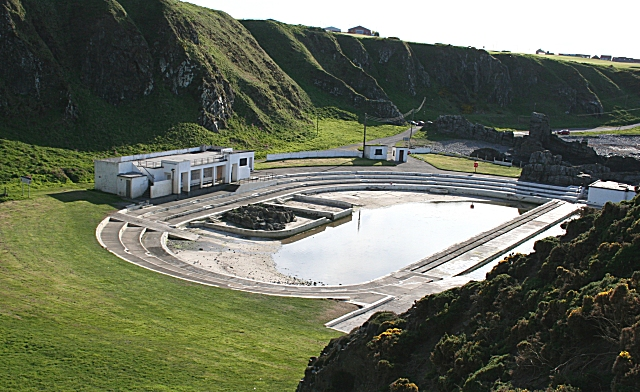
Tarlair Swimming Pool

Auf dem Einband der englischen Originalausgabe findet sich ein Foto des Tarlair Swimming Pools, in dem auch im Roman die Leiche des Mädchens gefunden wurde.
Nachdem sie einen „Batzen“ Geld für wohltätige Organisationen gesammelt haben, widmete MacBride Dean Scott, Syd Fraser und Denise Wishart eine Rolle in seinem Buch.